# Selección de rugby de Paraguay
La selección de rugby de Paraguay, también conocida como Los Yacarés, o Yakarés, es el equipo representativo de la Unión de Rugby del Paraguay (URP) de dicho país. Compite a nivel sudamericano junto con la Argentina, Uruguay, Chile y Brasil entre otros países. Participa en las eliminatorias para el mundial de la especialidad, al cual no ha logrado clasificar. A nivel regional disputa los torneos Sudamericanos, logrando el subcampeonato en la edición de 2014 y con terceros puestos en las ediciones de 1981, 1993 y 2015 como su mejor performance; y saliendo campeón en los Sudamericanos B de 2004, 2005, 2012 y 2013, de manera invicta.

## Uniforme
La camiseta titular del equipo de rugby de Paraguay es blanca a rayas rojas horizontales, mientras que la alternativa es, por lo general, de color azul. No obstante, el seleccionado paraguayo de rugby ha utilizado una camiseta verde, en ocasiones.

## Historia

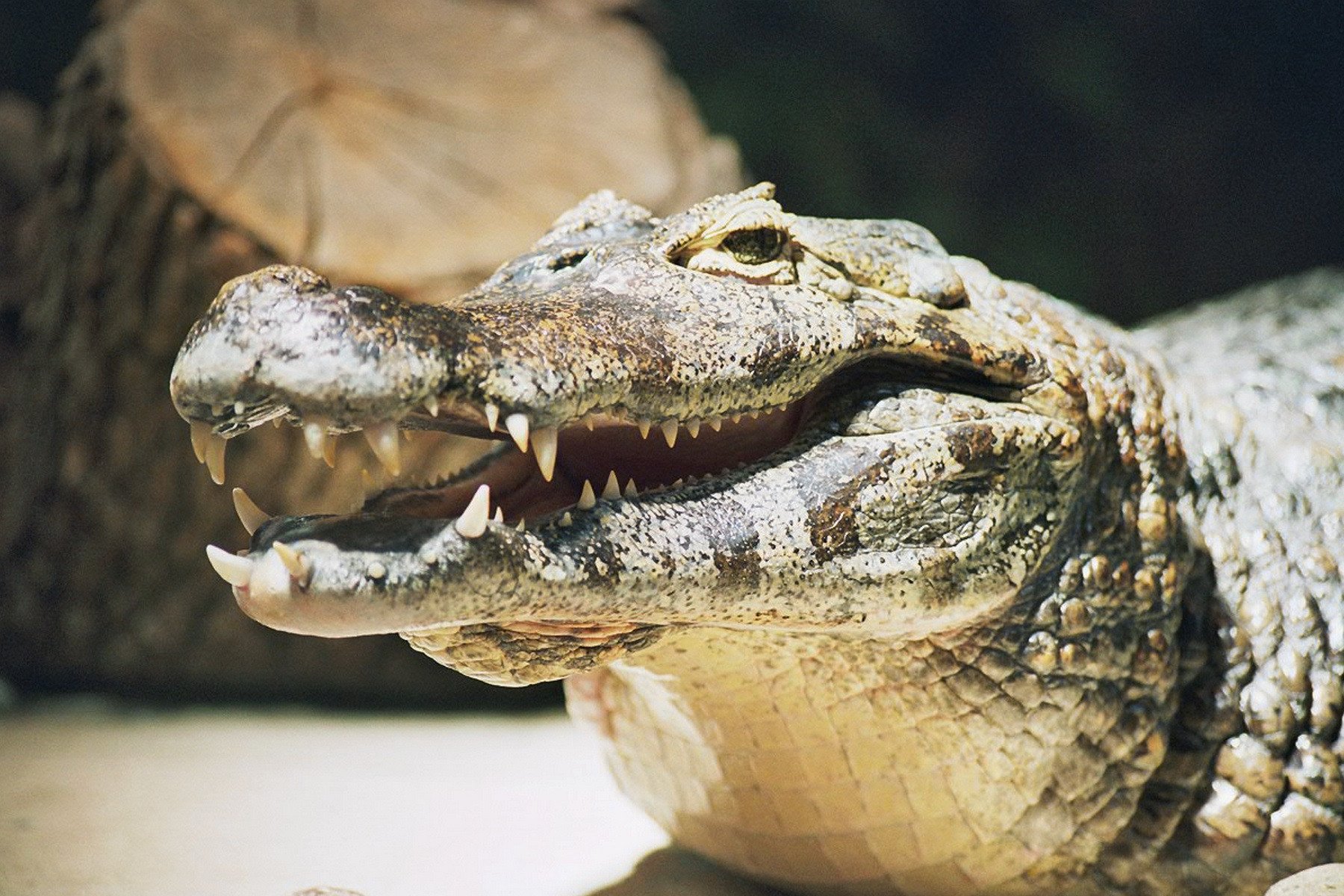
El Yacaré es el animal representativo de la selección paraguaya de rugby.

El rugby se inició oficialmente en el Paraguay el 6 de julio de 1968. En 1971 se fundó la Unión de Rugby del Paraguay, y fue representada por primera vez en un campeonato sudamericano de rugby en Montevideo.
La selección nacional de rugby tiene un nivel técnico y deportivo bajo pero un gran espíritu de superación. A nivel internacional nunca pudo destacarse y en muchas ocasiones sufrió inéditas goleadas (la mayor derrota histórica fue contra el seleccionado argentino, que lo venció por un amplio marcador de 152 a 0, 2002).
Paraguay ganó el campeonato Sudamericano B en São Paulo en 2004. y en el 2005 haría lo propio, esta vez en Asunción.
En 2007 el equipo nacional de Paraguay no jugó ningún partido internacional. En 2008 Paraguay perdió la final del Sudamericano B frente a Brasil por primera vez en 20 años. Los Yacarés vuelven a la categoría "Mayor A" y disputan los campeonatos del 2009, 2010 y 2011 con resultados desfavorables. De vuelta, en la categoría B, la selección paraguaya logra consagrarse campeón invicto y de forma consecutiva ganando los campeonatos del 2012 y 2013.
En el 2014, y con un nuevo formato de competición, Los Yacarés consiguen el subcampeonato solo por detrás de Uruguay y clasifican a la segunda edición de la Consur Cup. Además, Paraguay logra derrotar a Brasil luego de 9 años. Los albirrojos consiguen afianzarse en la categoría A en el 2015, obteniendo el tercer puesto del campeonato por detrás de Chile y Uruguay y volviendo a superar a Brasil.

## Palmarés
- Sudamericano de Rugby B (4): 2004, 2005, 2012, 2013.

- Subcampeón Sudamericano de Rugby A (1): 2014.

## Participación en copas
| - no ha clasificado - Cross Border 2008 II: 3.º puesto. - Cross Border del Norte 2010: 3.º puesto - Cross Border del Norte 2011: 2.º puesto - Campeonato Argentino 2016: 25.º puesto - Sudamericano 1971: 5.º puesto (último) - Sudamericano 1973: 5.º puesto (último) - Sudamericano 1975: 5.º puesto (último) - Sudamericano 1977: 4.º puesto - Sudamericano 1979: 5.º puesto (último) - Sudamericano 1981: 3.º puesto - Sudamericano 1983: 4.º puesto (último) - Sudamericano 1985: 4.º puesto (último) - Sudamericano 1987: 4.º puesto (último) - Sudamericano 1989: 5.º puesto (último) - Sudamericano 1991: 4.º puesto - Sudamericano 1993: 3.º puesto - Sudamericano 1995: 4.º puesto (último) - Sudamericano 1997: 4.º puesto (último) - Sudamericano 1998: 4.º puesto (último) | - Sudamericano A 2000: No participó - Sudamericano A 2001: 4.º puesto (último) - Sudamericano A 2002: 4.º puesto (último) - Sudamericano A 2003: 4.º puesto (último) - Sudamericano A 2009: 5.º puesto (último) - Sudamericano A 2010: 5.º puesto (último) - Sudamericano A 2011: 5.º puesto (último) - Sudamericano A 2014: 2.º puesto - Sudamericano A 2015: 3.º puesto - Sudamericano A 2016: 4.º puesto (último) - Sudamericano A 2017: 4.º puesto (último) - Sudamericano A 2018: 5.º puesto - Sudamericano A 2019: 6.º puesto (último) - Sudamericano A 2020: No participó - Sudamericano A 2025: En disputa - Sudamericano B 2004: Campeón invicto - Sudamericano B 2005: Campeón invicto - Sudamericano B 2008: 2.º puesto - Sudamericano B 2012: Campeón invicto - Sudamericano B 2013: Campeón invicto - Sudamericano B 2022: 2º puesto - Sudamericano B 2023: 2º puesto - Americas Rugby Challenge 2018: 2.º puesto - Americas Rugby Challenge 2019: 3.º puesto - Consur Cup 2015: 3.º puesto (último) |

## Estadísticas
Estadísticas homologadas por World Rugby:
Último Test Match considerado vs Uruguay (0-38), 26 de julio de 2025.
| Adversario      | Jugados | Ganados | Perdidos | Empatados | % Efectividad | Mejor Resultado |
| --------------- | ------- | ------- | -------- | --------- | ------------- | --------------- |
| Argentina       | 18      | 0       | 18       | 0         | 0.0%          | 10 - 37         |
| Argentina XV    | 1       | 0       | 1        | 0         | 0.0%          | 3 - 64          |
| Australia XV    | 1       | 0       | 1        | 0         | 0.0%          | 9 - 44          |
| Bélgica         | 1       | 0       | 1        | 0         | 0.0%          | 20 - 45         |
| Bermudas        | 1       | 1       | 0        | 0         | 100.0%        | 29 - 14         |
| Bolivia         | 1       | 1       | 0        | 0         | 100.0%        | 109 - 0         |
| Brasil          | 31      | 12      | 19       | 0         | 38.7%         | 57 - 8          |
| Chile           | 30      | 1       | 29       | 0         | 3.3%          | 25 - 24         |
| Chile XV        | 1       | 1       | 0        | 0         | 100.0         | 29 - 27         |
| Colombia        | 13      | 10      | 3        | 0         | 76.9%         | 82 - 8          |
| Fiyi Barbarians | 1       | 0       | 1        | 0         | 0.0%          | 0 - 104         |
| Francia XV      | 1       | 0       | 1        | 0         | 0.0%          | 12 - 106        |
| Guyana          | 1       | 1       | 0        | 0         | 100.0%        | 86 - 7          |
| Hong Kong China | 1       | 0       | 1        | 0         | 0.0%          | 12 - 80         |
| Islas Caimán    | 1       | 1       | 0        | 0         | 100.0%        | 57 - 7          |
| México          | 2       | 1       | 1        | 0         | 50.0%         | 45 - 36         |
| Perú            | 5       | 5       | 0        | 0         | 100.0%        | 74 - 0          |
| Sudáfrica XV    | 1       | 0       | 1        | 0         | 0.0%          | 6 - 84          |
| Sudamérica XV   | 1       | 0       | 1        | 0         | 0.0%          | 22 - 73         |
| Uruguay         | 27      | 0       | 26       | 1         | 0.0%          | 9 - 9           |
| Venezuela       | 4       | 4       | 0        | 0         | 100.0%        | 94 - 7          |
| Total           | 143     | 38      | 104      | 1         | 26.57%        | -               |